# Eva-Maria ten Elsen
Eva-Maria ten Elsen, verwitwete Hartmann (* 14. September 1937 in Altenburg), ist eine ehemalige deutsche Schwimmerin, die 1956 die erste Medaille für eine Schwimmerin der DDR bei Olympischen Spielen errang.

## Werdegang

### Schwimmkarriere
Sie startete bei den Olympischen Spielen 1956 in Melbourne innerhalb der gesamtdeutschen Mannschaft und gewann die Bronzemedaille im 200-Meter-Brustschwimmen (2:55,1 min). Olympiasiegerin dieses Wettkampfes wurde die westdeutsche Schwimmerin Ursula Happe (2:53,1 min).
Eva-Maria ten Elsen gehörte 15-jährig zur DDR-Spitze, als sie 1952 und 1953 DDR-Meisterin im 200-Meter-Lagenschwimmen wurde. 1954 wurde sie DDR-Meisterin auf der 400-Meter-Lagenstrecke, danach stieg sie auf die Disziplin 200 Meter Brustschwimmen um. Im September 1956, kurz vor den Olympischen Spielen, schwamm sie eine Jahresweltbestleistung (2:53,3 min). Sie startete für den SC Rotation Leipzig.
1960 scheiterte sie in der innerdeutschen Ausscheidung für die Olympischen Spiele in Rom, und sie beendete daraufhin 1961 ihre Sportlerkarriere.

### Weiterer Werdegang
1966 schloss sie ein Studium an der Deutschen Hochschule für Körperkultur (DHfK) mit einem Diplom ab, danach war sie als Trainerin in einem Schwimm-Trainingszentrum tätig. Von 1971 bis 1990 arbeitete sie für die DDR-Sportartikelmesse Expovita. Nach dem Ende der DDR arbeitete sie bei einer Immobilienfirma und einer Krankenkasse.

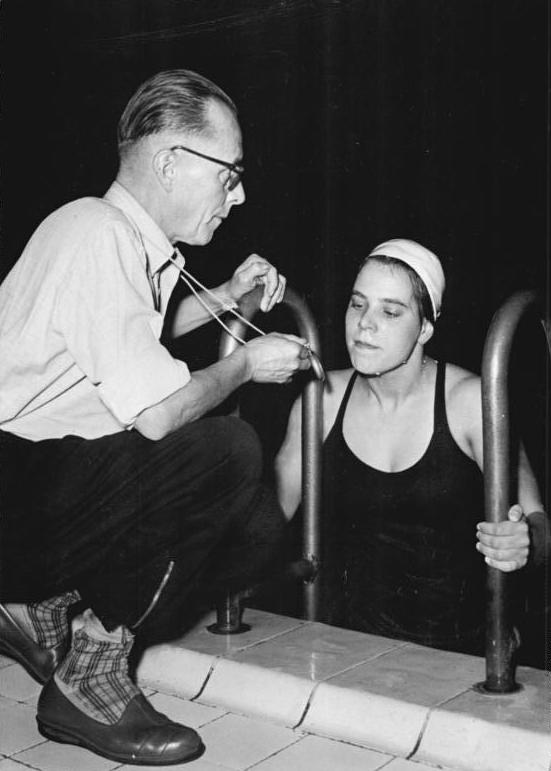
Eva-Maria ten Elsen mit ihrem Trainer Max Reihe, 16. Oktober 1956